# Neira
Neira è un comune della Colombia facente parte del dipartimento di Caldas.
Il centro abitato venne fondato da Elías González, Pedro Holguín, Carlos Holguín, Manuel Holguín, José María Pava, Pantaleón González, Gabriel de la Pava, Cornelio Marín, José Arango, Antonio Marín, Alberto Trujillo, Andrés Escobar, Antonio Gómez e Nepomuceno Ospina nel 1842, mentre l'istituzione del comune è del 1844.